# Sarin
Sarin (Natova oznaka GB) je živčni bojni strup z molekulsko formulo C4H10FO2P. V čisti obliki je sarin brezbarvna tekočina. Zelo hlapen je pri normalni temperaturi (20 °C), nastale pare pa so brez barve in vonja. V kožo lahko prodira neodvisno od agregatnega stanja, pare sarina pa se dobro vpijajo v različne materiale (tekstil, volna, usnje, les, opeka in beton). Z izhlapevanjem sarina iz naštetih materialov se do tedaj čisti zrak kontaminira z visokimi koncentracijami – to je predvsem možno v zaprtih prostorih z vnosom kontaminirane obleke. Obstojnost na terenu je odvisna od vremenskih razmer. Smrtne ali nevarne koncentracije sarina v zraku se lahko pri ugodnih vremenskih razmerah (veter) pojavijo na oddaljenosti 15 do 25 m od kraja uporabe. Smrt nastopi v 1 do 15 minutah po izpostavljenosti smrtni koncentraciji.

## Biološki učinki
Njegov mehanizem delovanja je podoben nekaterim pogosto uporabljenim insekticidom, kot so malationa.Z vidika biološke aktivnosti pa spominja na karbamat insekticiode, kot so Sevin in zdravila pyridostigmin, neostigmin in fizostigmin. Tako kot druga živčna zdravila sarin napade živčni sistem.
Natančneje je sarin močan zaviralec encima holinesteraze. Sarin deluje na holinesteraze s tvorjenjem kovalentne vezi z določenimi serinskimi ostanki na aktivno mesto. Fluorid je nato zapuščena skupina in posledično rezultat je phosphoester, ki je robusten vendar biološko neaktiven. Z encim zaviral, acetilholin kopiči v sinapse in še naprej tako deluje, da so vsi živčni impulzi v bistvu ves čas v prenašanju. Običajno acetylcholinesteras pokvari acetilholin kot sinaptično razcepljen, da se omogoči efektor na mišicah ali organu, da se sprosti.

## Razgradnja in rok uporabnosti
Najpomembnejše kemične reakcije halogenidov fosforilov je hidroliza vezi med fosforjem in fluoridom. To vez PF zlahka zlomijo nukleofilni agenti, kot so voda in hidroksid. Na visoki pH sarin hitro razpade na toksično fosfonskimi kislininskimi izvedbami.
Sarin se razgrajuje po obdobju nekaj tednov do nekaj mesecev. Rok se lahko skrajša z nečistočami v predhodnih sestavinah za prepovedane materiale. Po podatkih CIA, nekateri iraški sarin-i imajo rok trajanja le nekaj tednov, zaradi predvsem na nečistimi predhodnimi sestavinami. Vztrajanje sarin-a se lahko razširi z dodajanjem nekaterih naft ali naftnih derivatov.

## Učinki in zdravljenje

### Diagnostični testi
Nadzorovane študije pri ljudeh so pokazale, da minimalni strupeni peroralni odmerek (0,5 mg) povzroči 38-odstotni padec eritrocitov in plazma holinesterazov v nekaj urah izpostavljenosti. Raven seruma nevezane isopropilmethilfosfične kisline (IMPA) v človeku, ki sarinov hidrolizni izdelek prejme v razponu od 2-135 mg / l in imajo preživeli terorističnega napada v prvih 4 urah po izpostavljenosti.

## Zgodovina
Sarin je bil odkrit leta 1938 v Wuppertal-Elberfeld v Nemčiji, ko sta dva nemška znanstvenika poskušala ustvariti močnejše pesticide; je najbolj strupena od štirih G-agentov narejenih v Nemčiji. Spojina, ki ji je sledilo odkritje v tabun živčnega agenta, je bil imenovan v čast svojih iznajditeljev: Schrader, Ambros, Rüdiger in Van der Linde.

### Uporaba za orožje
Sredi leta 1939 je bila formula za sredstvo prenesena na odsek kemičnih bojnih sredstev urada nemške vojske za orožje, ki je odredilo, da se uvede v množično proizvodnjo za vojno rabo. Do konca druge svetovne vojne je bilo zgrajenih več preskusnih naprav, pričela pa se je tudi gradnja objektov za množično proizvodnjo (vendar niso bili končani). Ocene količine skupno proizvedenega sarina v Tretjem rajhu segajo od 500 kg do 10 ton. Čeprav so sarin, tabun in soman vključevali v artilerijske izstrelke, je Nemčija dokončno odločila, da ne uporabljajo živčnih bojnih plinov na zavezniških ciljih.
- 1950 (zgodaj): zveza NATO je sprejela sarin kot standardno kemično orožje, tako Sovjetska zveza kot Združene države Amerike so proizvajale sarin za vojaške namene.
- 1953: 20 letni Ronald Maddison, inženir Kraljevega vojnega letalstva iz Consetta (grofija Durham), je umrl v človeškem testiranju sarina na Porton Down preskusnem centru za kemično bojevanje v Wiltshireu. Madisonu je bilo rečeno, da sodeluje v testu za »zdravljenje prehlada«. Deset dni po njegovi smrti je bila narejena tajna preiskava vzroka smrti, ki podala vzrok »Nesreča«. Leta 2004 je bila preiskava ponovno odprta in po 64-dnevnem zaslišanju je porota odločila, da je bil Maddison nezakonito ubit z »uporabo živčnega agenta v poskusu za neterapevtske namene«.[10]